# Masein
Masein (Reto-Romaans: Masagn; Italiaans (verouderd): Mazegno) is een gemeente en plaats in het Zwitserse kanton Graubünden, en maakt deel uit van het district Hinterrhein.
Masein telt 399 inwoners.

## Geboren
- Elias Ambühl (26 maart 1992), freestyleskiër